# 濟南奧林匹克體育中心體育場
36°39′22.0″N 117°6′35.4″E / 36.656111°N 117.109833°E
濟南奧林匹克體育中心體育場，亦称西柳体育场、鲁能大球场，是位於中國山東省濟南東南部，為十一運會的主場館。在十一運會期間，會進行開幕式、閉幕式、田徑與足球項目的賽事。其佔地面積達6.6公頃，總建筑面積為13.1万平方米。
2013年，该体育场成为中超球队山东泰山的主场，并冠名为鲁能大球场，因体育场原名为西柳体育场，泰山的球迷亦有昵称该球场名为圣西柳球场。。

## 歷史
2005年10月，山東省贏得十一運會的主辦權。山東省十一運會組委會隨後進行選址與場館設計的工作，並於2006年5月28日起動工。至2009年夏季，工程會完全竣工。於十一運會後，場館會用於文娛、商場用途、體育比賽等。2013年体育场正式成为山东泰山的主场，并被冠名为鲁能大球场，泰山的球迷亦有昵称该球场名为“圣西柳球场”。

## 建築特色
濟南奧林匹克體育中心體育場為切合山東的特色，加入了不少山東濟南的特色，如在體育場的外觀以柳叶为主。位于济南奥林匹克体育中心西边，呈“柳叶”造型，与东边的体育馆、网球中心、游泳中心，呈“荷花”造型，合称为“东荷西柳”。因此，该体育场也被简称“西柳”体育场。

## 主要活動
濟南奧體中心體育場經常作為各類演出及商業演唱會及體育的舉辦場地。